# Percina lenticula
The freckled darter (Percina lenticula) là một loài cá thuộc họ Percidae. Nó là loài đặc hữu của Hoa Kỳ.